# Giovanni Jona-Lasinio

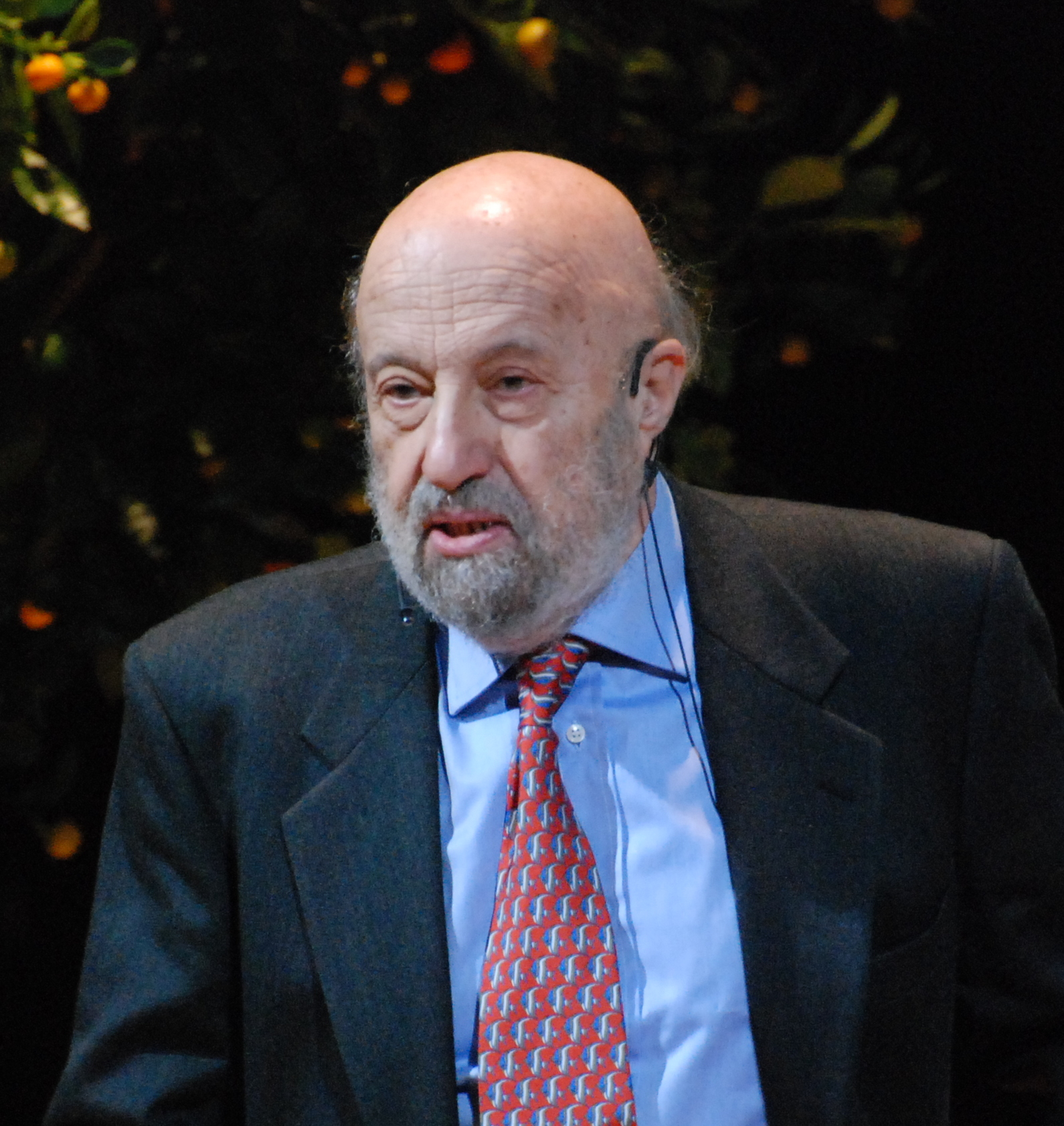
Jona-Lasinio präsentiert die Nobelvorlesung von Nambu 2008

Giovanni Jona-Lasinio (* 20. Juli 1932 in Florenz) ist ein italienischer theoretischer Physiker.

## Leben
Jona-Lasinio war 1970 bis 1974 Professor für Elektrodynamik an der Universität Padua und ab 1974 Professor für mathematische Methoden der Physik an der Universität Rom La Sapienza.
Er ist für das Nambu-Jona-Lasinio Modell bekannt, das er mit Yoichiro Nambu 1961 untersuchte. Das quantenfeldtheoretische Modell ist der Theorie der Supraleitung (Bildung von Cooper-Paaren) nachempfunden und beschreibt wechselwirkende Dirac-Fermionen mit chiraler Symmetrie der Lagrangedichte. Es zeigt dynamischen Symmetriebruch (der chiralen Symmetrie), das heißt Bruch einer ursprünglich in der Lagrangedichte vorhandenen Symmetrie durch die Wechselwirkung. Damit war es Vorbild für eine ganze Reihe späterer Theorien mit dynamischem Symmetriebruch in der Elementarteilchenphysik (wie in Technicolor oder Modellen zum Studium der Quantenchromodynamik).
Ein Vorschlag von Di Castro und Jona-Lasinio von 1969, die Theorie der Renormierungsgruppe auf die Theorie der Phasenübergänge anzuwenden hatte Einfluss auf die Arbeiten von Kenneth Wilson Anfang der 1970er Jahre.  In den 1980er Jahren untersuchte er den semiklassischen Grenzwert der Quantenmechanik. Außerdem untersuchte er Modelle der statistischen Mechanik für Nichtgleichgewichts-Systeme.
Er war Gastwissenschaftler 1959/60 an der University of Chicago, 1964/65 am CERN, 1965/66 am Massachusetts Institute of Technology, 1980/81 am IHES und 1983/84 an der Universität Paris VI (Pierre et Marie Curie).
2006 erhielt er den Antonio-Feltrinelli-Preis. Ihm wurden der Dannie-Heineman-Preis für mathematische Physik für 2012 und die Boltzmann-Medaille für 2013 zugesprochen. 2016 wurde zum Mitglied der Academia Europaea gewählt.

## Schriften
- mit Nambu: Dynamical model of elementary particles based on an analogy with superconductivity, Teil 1, Physical Review, Bd. 122, 1961, S. 345–358, Teil 2, Bd. 124, 1962, S. 246–254